# Walter Mazzarri
Walter Mazzarri (* 1. Oktober 1961 in San Vincenzo) ist ein ehemaliger italienischer Fußballspieler und heutiger -trainer.

## Spielerkarriere
Der Mittelfeldspieler Mazzarri lernte sein Handwerk im Jugendsystem der AC Florenz. Sein Profidebüt gab er 1981 für Pescara Calcio in der Serie B. Für kurze Zeit spielte er in der Serie A bei Cagliari Calcio, bevor er zur AC Reggiana verkauft wurde. Am längsten lief Mazzarri für den FC Empoli auf, wo er auch am erstmaligen Aufstieg des Teams aus der Toskana beteiligt war. Nach einigen Erfahrungen mit kleineren Teams war der Italiener 1993 am erstmaligen Aufstieg von Acireale Calcio in die Serie B beteiligt. 1995 beendete er seine Karriere bei Sassari Torres.

## Trainerkarriere
1998 begann Walter Mazzarri seine Karriere als Co-Trainer von Renzo Ulivieri bei der SSC Neapel. 2001/02 wurde er Trainer beim sizilianischen Serie-C2-Club SSD Acireale Calcio, wo er bereits von 1992 bis 1994 gespielt hatte. 2002/03 kehrte Mazzarri in seine toskanische Heimat als Trainer des Serie-C2-Teams AC Pistoiese zurück. 2003/04 führte der den Serie-B-Club AS Livorno zurück in die Serie A. In den Jahren 2004 bis 2007 schaffte er es dreimal Reggina Calcio aus Kalabrien in der Serie A zu halten, im letzten Jahr trotz eines Abzugs von elf Punkten.
Von Juni 2007 bis Juni 2009 war er Trainer von Sampdoria Genua. Ab Oktober 2009 trainierte er als Nachfolger von Roberto Donadoni die SSC Neapel. In der Saison 2010/11 erreichte er mit der Mannschaft den dritten Rang in der Liga, wodurch sich Neapel für die Champions League 2011/12 qualifizierte. In dieser schieden die Süditaliener im Achtelfinale gegen den späteren Turniersieger FC Chelsea aus. Außerdem gewann Mazzarri mit Neapel die Coppa Italia 2011/12. Im Mai 2013, nachdem Napoli die letzte Partie der Saison 2012/13 gegen die AS Rom mit 1:2 verloren hatte, gab er seinen sofortigen Abschied als Trainer bei Napoli bekannt, obwohl seine Mannschaft Vizemeister geworden war. Nicht einmal eine Woche später, am 24. Mai 2013, wurde Mazzarri als Trainer von Inter Mailand vorgestellt, wo er Andrea Stramaccioni ersetzte. Anfang Juli 2014 verlängerte Inter Mazzarris Vertrag um ein weiteres Jahr bis zum 30. Juni 2016, wurde allerdings bereits Mitte November 2014 entlassen.
Im Mai 2016 wurde Mazzarri neuer Trainer des englischen Erstligisten FC Watford. Er betreute ihn während der Saison 2016/17, an deren Ende die Mannschaft knapp dem Abstieg entging. Mazzarri wurde daraufhin freigestellt.
Von Januar 2018 bis Februar 2020 trainierte Mazzarri den FC Turin.
Zur Saison 2021/22 wurde er Trainer bei Cagliari Calcio. Dort wurde er drei Spieltage vor Saisonende entlassen, da Cagliari unter ihm in eine stark abstiegsgefährdete Lage geraten war.
Walter Mazzarri wurde am 14. November 2023 erneut als Cheftrainer der SSC Neapel verpflichtet, nachdem Rudi Garcia nach dem 12. Spieltag von seinen Aufgaben entbunden worden war.

### Erfolge als Trainer
SSC Neapel
- Italienischer Pokal: 2011/12